# 自由ロシア軍団

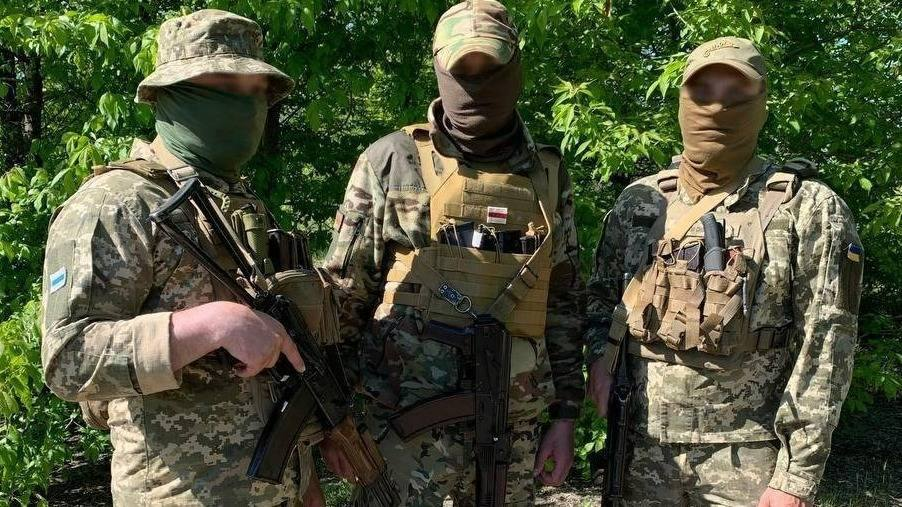
自由ロシア軍団のメンバー。

自由ロシア軍団が使用する白青白旗の一つ。

自由ロシア軍団（じゆうロシアぐんだん、ロシア語: Легион «Свобода России»、ウクライナ語: Легіон «Свобода Росії»、英語: Freedom of Russia Legion、略称FRL）またはロシア自由軍団は、ロシアのウクライナ侵攻に伴い、ウクライナを防衛するため2022年3月に結成されたウクライナ軍の軍団である。ロシア軍からの離反者の他、元々軍隊に所属していなかったロシア人やベラルーシ人の義勇兵で構成されている。
この軍団は袖章としてロシア国旗ではなく、白青白旗を使用している。

## 概要
自由ロシア軍団は、自発的にウクライナ側へ離反したロシア軍の中隊（500人以上）から結成された。 中隊長によれば「本物のファシストからウクライナ人を守るため」に、ウクライナ保安庁の協力を得て2022年2月27日にウクライナ側に加わった。また彼はプーチン軍の兵士である同胞に対し、祖国と国民を「屈辱と破滅」から救うため自由ロシア軍団に加わるよう呼びかけた。
軍団の最初の志願兵は、2022年3月下旬に個別の予備訓練を開始した。志願兵たちはウクライナ軍の教官の指導のもと、スウェーデンとイギリスが共同開発した携行式対戦車ミサイルNLAWの特性や使用方法について学んだ。部隊の指揮官は前線の詳細な作戦状況を受け取った。軍団の目標はロシア軍をウクライナから退け、最終的にはウラジーミル・プーチンを退陣させることである。

### シーザー
軍団の事実上の広報官は、「シーザー（Цезарь）」、または「カエサル」という仮名を用いるサンクトペテルブルク出身の人物である。
記者の取材によれば「祖国と戦っているわけではない。プーチンの体制、悪と戦っている」と語った上で、「私は裏切り者ではない。国の行く末を案じる真の愛国者だ」と強調した。
志願者には忠誠心を確認するため、数回に及ぶ面接や心理テストのほか、うそを発見するといわれるポリグラフによる検査も課されている。
2023年ベルゴロド州への攻撃以降は、同じくウクライナ側で戦うロシア人部隊のロシア義勇軍団と行動を共にすることが多く、共同で声明を発表することもある。またロシア元下院議員で現在はウクライナで亡命生活を送るイリヤ・ポノマリョフも幹部として関与している。
2023年1月24日、ロシアの独立系メディア「エージェンシー」は、自由ロシア軍団の代表を自称する「シーザー」は2010年代前半にロシア帝国運動（RID）の過激派組織と繋がっていたという分析を明らかにした。2011年9月にサンクトペテルブルクで行われた「ロシアン ラン」というイベントに参加している写真が発見されている。写真には隣にロシア帝国運動の創設者デニス・ガリエフが写っている。
シーザーの古い知人の話によると、2010年代初頭にRIDに所属していたシーザーは、軍団が「何かを変え、ロシアを大帝国にすることができる」と信じられなくなり、体制に幻滅。2014年にウクライナとの戦争が始まると、シーザーはその紛争において、自由のために戦う覚悟のある国として、すぐにキーウの味方をしたという。2022年8月31日、キーウ近郊のイルペンにダリア・ドゥギナ殺害を行ったと主張する国民共和国軍（NRA）と自由ロシア軍団が政治センターを設立している。その代表であるイリヤ・ポノマリョフはエージェンシーに対し、シーザーは以前、ロシアの右翼愛国主義組織や、2005年3月のアナトリー・チュバイス暗殺未遂で逮捕され、その後無罪となったロシア連邦軍参謀本部情報総局（GRU）大佐ウラジミール・クヴァチコフと関係があったことを明らかにしている。

## 軍団の活動
2022年6月9日時点、軍団はウクライナ東部攻勢の中、ドンバスにおいてウクライナ軍と共に戦っている。さらにロシア国内にて、放火などの破壊工作活動を組織しているとも伝えられている。
6月11日、ガスプロムバンク元副社長のイーゴリ・ヴォロブーイェフが軍団に加わったとTelegram上で発表した。ヴォロブーイェフはウクライナ北部のスーミィ州アフトゥイルカ出身であり、3月2日には故郷をロシアから守るためウクライナに到着していた。
2023年3月16日、ロシア最高裁は自由ロシア軍団を「テロ組織」に指定した。
メンバーの証言によれば、2023年5月までにバフムートの戦いに参加。また同月22日には、ロシア南部ベルゴロド州に武装組織が侵入し破壊活動が行われ、自由ロシア軍団はSNSを通じて自らの活動である旨の声明を出している。この襲撃では一時的にベルゴロド州コジンカなどを抑えた。6月にも襲撃を行い、これらでは、ロシア軍や国境警備隊だけでなく、住宅地も攻撃したとされる。
7月30日と8月1日に、モスクワの高層ビルが連続してドローン攻撃を受けた。これに対し、ポノマリョフが軍団の関与を示した。
2024年3月12日、 クルスク州とベルゴロド州の州内に再び侵入、二カ所の集落を占領した（ロゾヴァヤ・ルドカ、チョトキノ）と発表したが、ロシア側は完全否定した。同月17日にはウクライナとの国境に近いベルゴロド州のゴルコフスキー村を占領したと主張し、自由軍の旗を掲げ、庁舎に掲げているロシア国旗を強引に引き下ろした。